# Carl August Bolle
Pour les articles homonymes, voir Bolle.
Carl (ou Karl) August Bolle est un naturaliste et un collectionneur prussien, né le 21 novembre 1821 à Schöneberg et mort le 17 février 1909 à Berlin.

## Biographie
Son père David Bolle et sa mère Henriette Marggraf possèdent une brasserie prospère. Il fait ses études secondaires au Collège français de Berlin puis étudie à partir de 1841 la médecine et l’histoire naturelle à Berlin et à Bonn. En 1846, il obtient un doctorat de médecine après avoir soutenu sa thèse : De vegetatione alpina in Germania extra Alpes obvia (Sur la végétation en Allemagne en dehors des Alpes). Cependant, il n'exerça jamais le métier de médecin et se consacra entièrement à l'histoire naturelle.
Il visite les îles du Cap-Vert et les îles Canaries en 1852 et 1856. Il publia  en 1857 Mein zweiter Beitrag zur Vogelkunde der Canarischen Inseln (Ma deuxième contribution à l'ornithologie des îles Canaries).
En 1867, Bolle est membre fondateur de la Société allemande d'ornithologie (Deutsche Ornithologen-Gesellschaft, D-OG) et succède en 1884 à Alfred Edmund Brehm comme président. Il fut également actif au sein de la Société allemande de dendrologie (Deutsche Dendrologische Gesellschaft) et de la société historique Brandenburgia (de). En 1855, il fut en outre élu membre de la société savante Leopoldina.
En 1867, il acheta à la famille von Humboldt l'île de Scharfenberg (de) sur le lac de Tegel (de) (aujourd'hui dans la partie ouest de Berlin). Il s'y fit construire en 1883 une villa et y aménagea un arboretum. La villa fut détruite en 1951, mais certains arbres plantés par Bolle sont encore conservés. Sa tombe se trouvait dans l'ancien cimetière Saint-Matthieu. Elle a aujourd'hui été transférée sur l'île de Scharfenberg.
Le Pigeon de Bolle (Columba bollii) lui a été dédié par Frederick DuCane Godman (1834-1919). Le peuplier blanc pyramidal (Populus alba var. bolleana, aujourd'hui P. alba Pyramidalis), a également porté son nom.